# Mitsubishi 3MT5
Il Mitsubishi 3MT5 fu un bombardiere bimotore biplano sviluppato dall'azienda aeronautica giapponese Mitsubishi Jūkōgyō nei primi anni trenta.
Concepito come aereo imbarcato per equipaggiare le portaerei della marina imperiale giapponese, si rivelò però inadatto allo scopo, venendo tuttavia prodotto in piccola serie e utilizzato come bombardiere basato a terra. A causa della sua evoluzione in ambito operativo, in base ai sistemi di designazione degli aeromobili militari giapponesi il modello venne indicato in diversi modi, passando dall'originario Bombardiere d'attacco imbarcato sperimentale per la Marina 7-Shi (?) al Bombardiere d'attacco basato a terra per la Marina Type 93 (?), per finire con Mitsubishi G1M, designazione "corta" usata successivamente anche per l'Aereo da ricognizione sperimentale per la Marina 8-Shi creando confusione nella bibliografia di settore.

## Storia del progetto
Nei primi anni venti, la sottoscrizione da parte del governo giapponese del trattato navale di Washington mutò le priorità della marina imperiale che decise di avviare un programma destinato a convertire grandi unità navali in portaerei, realizzando le prime due unità in grado di trasportare e utilizzare in operazioni belliche aeromobili, la Akagi e la Kaga. Date le grandi dimensioni delle due unità, i vertici della marina valutarono la possibilità di equipaggiare le due portaerei con velivoli bimotore destinati al ruolo di bombardiere/aerosilurante. Di conseguenza, nel dicembre 1929, il Dai-Nippon Teikoku Kaigun Kōkū Hombu, la componente aerea della Marina imperiale, emise una specifica per un modello di aereo in grado di soddisfare tali esigenze, sottoscrivendo un ordine di fornitura con la Mitsubishi nel successivo gennaio 1930.
L'ufficio tecnico dell'azienda avviò, sotto la supervisione dell'ingegnere britannico G.E. Petty, il progetto di un velivolo bimotore il quale però, a causa di una serie di revisioni della specifica originale, ebbe un complesso e prolungato periodo di sviluppo, così che il primo degli undici prototipi stabiliti dal contratto, indicati dall'azienda come 3MT5 e dalla marina come Bombardiere d'attacco imbarcato sperimentale per la Marina 7-Shi, venne completato nel settembre 1932. Il modello era caratterizzato dalla costruzione a tecnica mista, dove la fusoliera era realizzata con struttura parte in metallo e parte in legno ricoperta in tela, abbinata a una velatura biplana, con struttura metallica ricoperta in tela trattata, i cui piani alari erano collegati da due coppie per lato di montanti interalari, e un classico, per l'epoca, carrello d'atterraggio fisso. La propulsione era assicurata da una coppia di motori Mitsubishi A4, dei radiali 14 cilindri doppia stella raffreddati ad aria (in seguito sviluppato nel Mitsubishi Kinsei) azionanti eliche bipala.
Il primo prototipo si staccò da terra nell'ambito dell'iniziale programma di prove di volo il 19 ottobre 1932; a questo seguirono altri tre prototipi (tutti indicati 3MT5A dalla Mitsubishi) tutti completati entro l'anno. I rimanenti cinque prototipi (3MT5) furono completati nel 1933 incorporando modifiche al progetto originale frutto delle esperienze maturate con i test iniziali, tra le quali l'impennaggio, passato da mono a bideriva nel tentativo di correggere l'instabilità direzionale riscontrata nei primi esemplari, l'ulteriore rinforzo di una coppia di montanti interalari per lato e l'adozione di eliche quadripala. Nonostante tali modifiche il modello continuò ed essere gravato da un difficoltoso controllo di volo e da notevoli vibrazioni, tali queste ultime da strappare tutti i quattro alettoni dalle ali di uno dei prototipi durante un volo di prova nel marzo 1934, atterrato poi senza conseguenze. La consapevolezza che questi problemi non potevano essere risolti unita al lungo periodo di sviluppo resero il modello obsoleto, costringendo ad abbandonarne ogni ulteriore sviluppo e determinando la cancellazione della preventivata produzione in serie.

## Impiego operativo
Il 3MT5 venne inizialmente assegnato come potenziale equipaggiamento delle portaerei della flotta giapponese, tuttavia rivelando le prime prove in ambito operativo che il modello era inadatto a operare efficacemente dai loro ponti di volo, gli esemplari realizzati vennero ridesignati e assegnati a reparti basati a terra, ma anche in questo caso valutati poco adatti ad operazioni di bombardamento. Vennero quindi relegati a compiti di seconda linea, principalmente utilizzati come aereo da addestramento nel Tateyama Kōkūtai per la formazione degli equipaggi destinati ai più moderni bimotori di prima linea.

## Utilizzatori
Giappone
- Dai-Nippon Teikoku Kaigun Kōkū Hombu

### Annotazioni
1. ↑  Il sistema delle designazioni navali giapponesi a partire dal 1931 costituì un sistema sperimentale, chiamato numeri Shi, basato sull'anno di regno dell'imperatore in cui era stata emessa la specifica.

### Fonti
1. 1 2 3 4  Mikesh e Abe 1990, p. 169.
2. ↑  Mikesh e Abe 1990, pp. 168-169.
3. ↑  Mikesh e Abe 1990, p. 173.